# Lelčík novozélandský
Lelčík novozélandský (Aegotheles novaezealandiae) je vyhynulý druh lelčíka, který býval endemický Novému Zélandu. Vyhynul patrně koncem 13. století následkem predace krysou ostrovní, kterou na Nový Zéland zavlekli Polynésané. 

## Systematika
Druh formálně popsal novozélandský paleozoolog Ron Scarlett v roce 1968 jako Megaegotheles novazealandiae. Na základě unikátních morfologických znaků Scarlett vytyčil lelčíkovi samostatný rod Megaegotheles, avšak později byl lelčík novozélandský přeřazen do rodu Aegotheles. Rod Aegotheles je jediným rodem řádu lelčíků, který zahrnuje druhy z australasijské oblasti. Nejbližším příbuzným lelčíka novozélandského je patrně novokaledonský lelčík černý (Aegotheles savesi).

## Výskyt

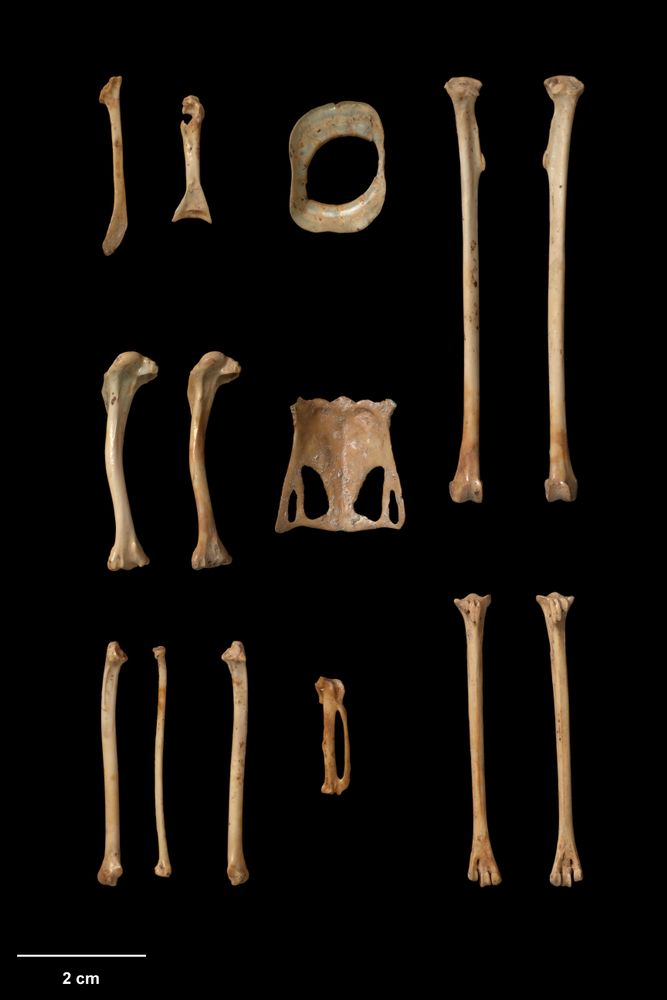
Sbírka kostí lelčíka novozélandského ze sbírek muzea Te Papa

Lelčík novozélandský byl endemický Novém Zélandu. Jednalo se o jediného zástupce lelčíků na Novém Zélandu. Byl široce rozšířen po obou ostrovech v lesních habitatech. Přítomnost druhu byla potvrzena i na D'Urvillově ostrově (sever Jižního ostrova). O rozsáhlém areálu výskytu druhu hovoří četné archeologické nálezy kosterních pozůstatků lelčíků novozélandských v depositech zbytků potravy nahromaděných sovkami bělolícími (Ninox albifacie), které představovaly jedny z hlavních predátorů lelčíků novozélandských.

## Popis
S délkou těla kolem 35 cm a váhou kolem 150–200 g se jednalo o největšího zástupce lelčíků. Měl nápadně dlouhé nohy a krátká křídla. Neuměl příliš dobře létat a je dokonce možné, že byl zcela nelétavý. Zobák byl krátký, oči směřovaly dopředu a na obličeji se pravděpodobně nacházej závoj.

## Vyhynutí
K vyhynutí lelčíka novozélandského došlo pravděpodobně již koncem 13. století, tedy v době hromadné kolonizace Nového Zélandu Polynésany. Předpokládá se, že Polynésané lelčíky novozélandské cíleně nelovili, jelikož se jednalo o noční, potichu se pohybující ptáky, které nebylo snadné ulovit. Vyhynutí lelčíka novozélandského se přikládá na vrub krysám ostrovním, které se na Nový Zéland dostaly již s prvními polynéskými osadníky, a které se velmi rychle rozšířily prakticky po celé ploše Nového Zélandu.